# Paragalene
Paragalene is een geslacht van kreeftachtigen uit de klasse van de Malacostraca (hogere kreeftachtigen).

## Soorten
- Paragalene danieleae Tavares & Melo, 2010
- Paragalene longicrura (Nardo, 1869)